# راپسودی آو فایر
راپسودی آو فایر (به انگلیسی: Rhapsody of Fire به‌معنای راپسودی آتش) با نام پیشین راپسودی و در اصل بنیادگذاشته‌شده با نام تاندرکراس (به انگلیسی: Thundercross)، یک گروه سمفونیک پاور متال ایتالیایی است. این گروه از زمان شکل‌گیریش در سال ۱۹۹۳ تا کنون ۹ آلبوم استودیویی، ۱ آلبوم زنده، ۲ آلبوم چندآهنگه (EP) و یک دی‌وی‌دی از اجراهای زندهٔ گروه در نخستین تورهای آن‌ها در آمریکا و کانادا و در فستیوال اِرث‌شیکر ۲۰۰۵ منتشر کرده‌است. ترانه‌های راپسودی آو فایر بر پایهٔ اشعاری با تم فانتزی استوار است و داستانی حماسی را روایت می‌کند.

## تاریخچه

### سال‌های نخستین
لوکا توریلی در سال ۱۹۹۳ تصمیم به ایجاد یک گروه سمفونیک متال با هدف ترکیب المان‌های موسیقی کلاسیک با متال گرفت. آلکس استاروپولی و دانیله کاربونرا نخستین کسانی بودند که با او همراه شدند. آن‌ها گروهی را با نام تاندرکراس تشکیل دادند و بنا به گفتهٔ توریلی، نخستین کارهای آن‌ها تحت عنوان تاندرکراس و بعدتر راپسودی تا حد بسیار زیادی تأثیرپذیرفته از سبک هوی متال منووار بود.
گروه تاندرکراس در سال ۱۹۹۴ نخستین کار دموی خود باعنوان سرزمین جاودانگان یا Land of Immortals را به‌خوانندگی کریستیانو آداکر منتشر ساخت. شرکت ضبط موسیقی لیمب میوزیک به کارهای گروه علاقه‌مند شد و قراردادی بین دو طرف به‌امضا رسید. دومین دموی گروه با عنوان Eternal Glory در ۱۹۹۵ انتشار یافت و آن‌ها در همین سال به‌منظور برجسته‌تر ساختن ارتباطشان با شعر و موسیقی کلاسیک، نام گروه را از تاندرکراس به راپسودی تغییر دادند.
کمی پس از انتشار شکوه جاودانی، کریستیانو (خواننده) و آندریا (بیسیست) گروه را ترک کردند و فابیو لیونه، خوانندهٔ پیشین گروه‌های لابیرنت و آتنا به‌عنوان خوانندهٔ جدید راپسودی به گروه اضافه‌شد.
گروه ۴نفرهٔ راپسودی کار بر روی نخستین آلبوم استودیویی خود با عنوان داستان‌های افسانه‌ای را آغاز نمود و این آلبوم در ۲۷ اکتبر ۱۹۹۷ توسط لیمب میوزیک منتشر شد. آن‌ها تلفیقی از موسیقی کلاسیک، موسیقی باروک و سبک‌های هوی متال را به‌کار گرفته‌بودند که خود آن را با توجه به شباهتش به موسیقی فیلم، فیلم اسکور متال یا متالِ موسیقیِ فیلم (به انگلیسی: Film score metal) نام‌نهادند. کار ضبط آلبوم داستان‌های افسانه‌ای در آلمان صورت گرفت. این آلبوم همچنین فصل آغازین از داستانی حماسی موسوم به «حماسهٔ شمشیر زمرد» بود که تا چند آلبوم پس از آن ادامه یافت. اشعار این آلبوم که توسط توریلی نوشته شده‌بود اشاره‌ای داشت به داستان‌های عامیانهٔ قرون وسطایی و دلاوری‌های قهرمانان آن دوران به‌ویژه موضوع نبرد بی‌پایان خیر و شر.
دومین آلبوم استودیویی راپسودی با عنوان سمفونی سرزمین‌های طلسم‌شده در ۵ اکتبر ۱۹۹۸ منتشر شد و در این زمان نوازندهٔ گیتار بیس جدیدی به‌نام الساندرو لوتا نیز به ترکیب توریلی، استاروپولی، کاربونرا و لیونه اضافه‌شده‌بود.
راپسودی نخستین تور خود را در بهار سال ۲۰۰۰ و از سوئد آغاز نمود. همچنین در این زمان درامر جدیدی به‌نام آلکس هولتزوارت به آنان پیوست. با پایان یافتن تور، آن‌ها کار بر روی البوم جدیدشان با نام طلوع پیروزی را آغاز کردند. این آلبوم که در ۳۰ اکتبر ۲۰۰۰ منتشر شد روایتگر سومین قسمت از حماسهٔ شمشیر زمرد بود و ارکستر، هنوز هم نقش مهمی در این آلبوم ایفا می‌کرد. طلوع پیروزی موفقیتی بیشتر از کارهای پیشین گروه به‌دست آورد و جایگاه ۳۲م را در چارت‌های آلمان و ۲۴م را در جداول ژاپن به خود اختصاص داد.
با آغاز تابستان ۲۰۰۱، راپسودی اقدام به برگزاری توری در اروپا و آمریکای جنوبی نمود. در دسامبر همان سال آن‌ها آلبومی ۴۲ دقیقه‌ای با نام Rain of a Thousand Flames را منتشر ساختند که پُلی بود بین آخرین بخش از حماسهٔ شمشیر زمرد در آلبوم قبلی و آلبوم بعدیشان باعنوان Power of the Dragonflame. آلبوم باران هزارشعله از سوی برخی یک آلبوم چندآهنگه یا EP تلقی می‌شود اما خود گروه آن را آلبومی کامل می‌داند. قدرت آتش اژدها که پایانی بود بر حماسهٔ شمشیر زمرد در ۱۸ مارس ۲۰۰۲ منتشر شد و به موفقیتی چشمگیر دست یافت.
آلبوم چندآهنگهٔ جدید گروه با عنوان The Dark Secret در ۲۸ ژوئن ۲۰۰۴ انتشار یافت و شنوندگان می‌توانستند به‌واسطهٔ آن موضوع آلبوم کامل بعدی را حدس بزنند. آلبوم جدید با عنوان Symphony of Enchanted Lands II: The Dark Secret در ۲۷ سپتامبر همان سال توسط مجیک سیرکل میوزیک انتشار یافت و اینبار کریستوفر لی نیز با حضور در آن، به روایت بخش‌هایی از خط داستانی آلبوم پرداخته‌بود. سمفونی سرزمین‌های طلسم‌شده، قسمت دوم خود دنباله‌ای بود بر حماسهٔ شمشیر زمرد ونخستین فصل از داستانی جدید باعنوان «حماسهٔ راز تاریک». این آلبوم همچنین آخرین آلبوم گروه تحت نام راپسودی بود.

### تغییر نام و دعوای حقوقی با مجیک سیرکل میوزیک
گروه راپسودی در سال ۲۰۰۶ به‌دلیل مسائل مربوط به کپی‌رایت و علامت تجاری مجبور به تغییر نام به راپسودی آو فایر شد. پس از آن گروه در ۲۵ سپتامبر ۲۰۰۶ آلبوم پیروزی یا عذاب را در اروپا منتشر ساخت. در این آلبوم نیز از یک گروه ارکستر ۷۰ نفره همراه با گروه کُر استفاده شده‌بود و دومین فصل از حماسهٔ راز تاریک روایت می‌شد. همچنین نخستین تجربهٔ ترانه‌نویسی فابیو لیونه، خوانندهٔ گروه با ترانهٔ Il Canto del Vento در این آلبوم رقم خورد.

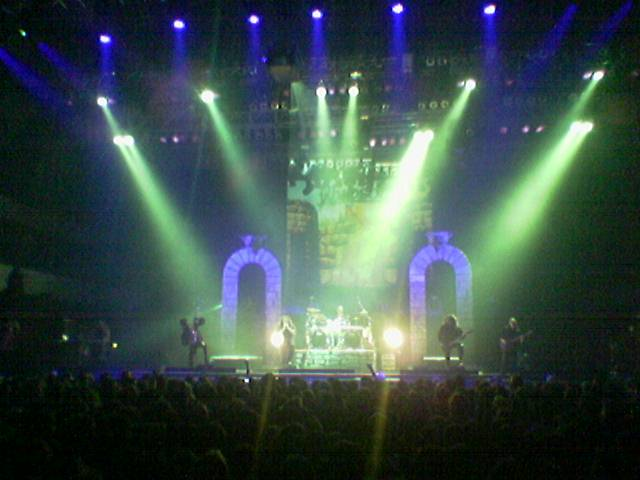
کنسرت راپسودی آو فایر در سال ۲۰۰۷

راپسودی آو فایر در سال ۲۰۰۷ درگیر دعوایی حقوقی با مجیک سیرکل میوزیک و مدیر عامل آن جوئی دی‌مایو شد که نتیجه‌اش ایجاد وقفه در کارهای گروه تا سال ۲۰۰۹ بود. در این مدت لوکا توریلی بر روی آلبوم‌های سولوی خود متمرکز شد، فابیو لیونه با ویژن دیواین و کملوت همکاری نمود و آلکس هولتزوارت با برادرش اولیور همراه شد. استاروپولی نیز تصمیم به ضبط آلبومی سولو گرفت.
همچنین لیمب میوزیک در اواخر ۲۰۰۹ اقدام به بازنشر کارهای پیشین راپسودی از ۱۹۹۷ تا ۲۰۰۱ همراه با آلبومی منتخب از کارهای آن‌ها با عنوان داستان‌هایی از حماسه شمشیر زمرد در فروشگاه‌های موسیقی دیجیتال نمود.
در ۱۸ نوامبر ۲۰۰۹ اعلام شد که راپسودی آو فایر با نوکلیر بلست رکوردز قراردادی را امضا نموده و جدیدترین آلبوم آن‌ها با نام The Frozen Tears of Angels در ۵ مارس ۲۰۱۰ منتشر خواهد شد. اما نوکلیر بلست اعلام نمود که انتشار آلبوم جدید زودتر از ۳۰ آوریل صورت نخواهد گرفت و این موضوع در ۵ مارس ۲۰۱۰ در سایت رسمی گروه مورد تأیید قرار گرفت. تهیه‌کنندگی آلبوم جدید را لوکا توریلی و آلکس استاروپولی برعهده گرفته بودند و کار میکس و مسترینگ برعهدهٔ ساشا پیت بود. این آلبوم علاوه بر نسخهٔ استاندارد، به‌صورت پک دیجیتال دلوکس ویژه‌ای در تعداد محدود با ۲ ترک اضافه و کتابچه‌ای ۳۲ صفحه‌ای و همچین بر روی صفحهٔ گرامافون منتشر شد.
پس از آن آلبوم چندآهنگه‌ای ۳۵ دقیقه‌ای با نام The Cold Embrace of Fear – A Dark Romantic Symphony در ۱۵ اکتبر ۲۰۱۰ در اروپا و در ۲۵ ژانویهٔ ۲۰۱۱ در ایالات متحده انتشار یافت. داستان روایت‌شده در این EP به‌طور مستقیم در ارتباط با آلبوم اشک‌های یخ‌زدهٔ فرشتگان بود.
آخرین آلبوم راپسودی آو فایر با تم فانتزی با عنوان From Chaos to Eternity در ۱۷ ژوئن ۲۰۱۱ منتشر شد. این آلبوم همچنین آخرین آلبوم راپسودی است که لوکا توریلی (گیتاریست) و پاتریس گر (بیسیست) پیش از جداییشان از گروه در اوت ۲۰۱۱ در آن به نوازندگی پرداخته‌اند و کریستوفر لی نیز برای آخرین بار به عنوان شاه جادوگر به روایت داستان آلبوم پرداخته است.

### جدایی لوکا توریلی و تغییر در اعضای گروه
در ۱۵ آوریل ۲۰۱۱ اعلام شد که تام هس به‌عنوان گیتاریست رسمی جدید به راپسودی آو فایر پیوسته‌است. همچنین در ۱۶ اوت ۲۰۱۱ خبر جدایی دوستانهٔ لوکا توریلی، بنیان‌گذار، گیتاریست و ترانه‌سرای گروه از آلکس استاروپولی، دیگر بنیان‌گذار گروه راپسودی اعلام گردید. بنا بر توافق‌های قانونی بین دو طرف، استاروپولی همچنان به کار خود با راپسودی آو فایر همراه با فابیو لیونه به‌عنوان خواننده، تام هِس به‌عنوان گیتاریست و آلکس هولتزوارت به‌عنوان درامر ادامه می‌داد و لوکا توریلی نیز همراه با پاتریس گر و دومینیک لورکین از دیگر اعضای گروه، با گروه راپسودی جدیدی (که لوکا توریلیز راپسودی نام گرفت) به‌کار خود ادامه خواهند داد. همچنین آلکس هولتزوارت در این گروه نیز به نوازندگی درام خواهد پرداخت. با وچود این بعدتر مشخص شد که حضور هولتزوارت به‌طور همزمان در هر دو گروه می‌تواند مشکل‌آفرین باشد پس او پس از ضبط بخش‌های مربوط به درام آلبوم Ascending to Infinity از لوکا توریلیز راپسودی جدا و درامر جدیدی با نام آلکس لاندنبرگ جانشین او شد. در سپتامبر ۲۰۱۱ اولیور هولتزوارت، برادر آلکس هولتزوارت به‌عنوان نوازندهٔ بیس به راپسودی آو فایر پیوست و در ۲۷ سپتامبر اعلام شد که روبرتو دی میکلی به‌عنوان دومین گیتاریست گروه نیز به آنان پیوسته‌است.

## اعضای گروه

### اعضای کنونی
- آلکس استاروپولی – کیبورد (۱۹۹۳ - اکنون)
- فابیو لیونه – وکال (۱۹۹۵ - اکنون)
- آلکس هولتزوارت – درامز (۲۰۰۰ – اکنون)
- تام هس – گیتار (۲۰۱۱ – اکنون)
- اولیور هولتزوارت – گیتار بیس (۲۰۱۱ – اکنون)
- روبرتو دی میکلی – گیتار (۲۰۱۱ – اکنون)

### اعضای پیشین
- کریستیانو آداکر – وکال (۱۹۹۳ - ۱۹۹۵)
- آندرئا فورلان – گیتار بیس (۱۹۹۳ - ۱۹۹۵)
- دانیله کاربونرا – درامز (۱۹۹۳ - ۱۹۹۹)
- الساندرو لوتا – گیتار بیس (۱۹۹۵ - ۲۰۰۱)
- لوکا توریلی – گیتار لید/ریتم (۱۹۹۳ - ۲۰۱۱)
- پاتریس گر – گیتار بیس (۲۰۰۳ - ۲۰۱۱)

## آلبوم‌شناسی

### آلبوم‌های استودیویی
- ۱۹۹۷ - Legendary Tales
- ۱۹۹۸ - Symphony of Enchanted Lands
- ۲۰۰۰ - Dawn of Victory
- ۲۰۰۱ - Rain of a Thousand Flames
- ۲۰۰۲ - Power of the Dragonflame
- ۲۰۰۴ - Symphony of Enchanted Lands II – The Dark Secret
- ۲۰۰۶ - Triumph or Agony
- ۲۰۱۰ - The Frozen Tears of Angels
- ۲۰۱۱ - From Chaos to Eternity

### آلبوم‌های چندآهنگه (EP)
- ۲۰۰۴ - The Dark Secret
- ۲۰۱۰ - The Cold Embrace of Fear – A Dark Romantic Symphony

### آلبوم‌های گردآوری‌شده
- ۲۰۰۴ - Tales from the Emerald Sword Saga

### آلبوم‌های زنده
- ۲۰۰۶ - Live in Canada 2005: The Dark Secret

### دی‌وی‌دی‌ها
- ۲۰۰۷ - Visions from the Enchanted Lands

### دموها
- ۱۹۹۴ - Land of Immortals
- ۱۹۹۵ - Eternal Glory